# Grand Musée égyptien
Ne doit pas être confondu avec Musée égyptien du Caire ou Musée national de la civilisation égyptienne.
Le Grand Musée égyptien (المتحف المصري الكبير, al-Matḥaf al-Miṣrī al-Kabīr, en arabe égyptien, GEM, Grand Egyptian Museum, en anglais) est un musée ouvert en 2024, situé près des pyramides de Gizeh en Égypte.
L'étude du projet d'un « Grand Musée égyptien » s'est terminée le 4 février 2002. Pour concevoir ce nouveau musée archéologique, un concours international placé sous le patronage de l'UNESCO a été lancé. L'appel d'offres lancé par l'Égypte pour sa construction a été remporté par le cabinet d'architecture Heneghan-Peng en juin 2003, et la scénographie par le bureau d'exposition et d'architecture Atelier Brückner en janvier 2016 ; le coût prévu était de 550 millions de dollars. La construction est réalisée par une coentreprise composée de la société égyptienne Orascom et de la société belge BESIX.
La date d'achèvement initialement estimée était 2013, et les estimations de la date d'ouverture ont varié. En juillet 2023, le ministre du Tourisme et des Antiquités a déclaré qu'il « anticipait » l'ouverture entre octobre 2023 et février 2024. 
En octobre 2024, l’ouverture d’une douzaine de salles retraçant l’histoire égyptienne de l’âge de la pierre à Cléopâtre donne le véritable coup d’envoi au GEM (Grand Egyptian Museum),.

## Histoire

### Projet
Le projet du musée naît dans les années 1990, inspiré par le ministre de la Culture Farouk Hosni (vexé par une réflexion d'un expert qui décrivait le Musée égyptien du Caire comme un « vieil entrepôt »), devant le responsable des Antiquités égyptiennes Zahi Hawass et la Première dame Suzanne Moubarak.
L'ancien musée est considéré comme trop vieux, pas assez sécurisé et pas assez grand pour pouvoir exposer toutes les collections dans des conditions satisfaisantes.
Un décret présidentiel officialise le projet en 1992. Un concours d'architecture placé sous l'égide de l'UNESCO amène 1 557 propositions venues de 83 pays. L'Américain d'origine chinoise Shih-Fu Peng (Heneghan Peng Architects (en)) remporte l'attribution.
Le nouveau musée doit être une vitrine pour l'Égypte et a pour objectif de relancer le tourisme. Monument du XXIe siècle, le GEM se veut aussi un établissement culturel à la hauteur de son époque. Non seulement par sa muséographie, mais aussi par l’esprit que ses promoteurs veulent y insuffler. « Notre visiteur doit vivre une expérience culturelle », explique Ahmed Ghoneim, son directeur général.

### Un chantier pharaonique et difficile
La première pierre est posée le 4 février 2002. Il faut cinq années pour aménager les fondations. Cependant, le chantier rencontre des difficultés techniques et bureaucratiques, ce qui l'allonge. La révolution de 2011 et l'augmentation des violences font fuir les touristes, ce qui vide les caisses publiques, seules à financer la construction. De huit cents millions de dollars, le coût du chantier est passé à 1,1 milliard. Le Japon a néanmoins consenti un prêt de 765 millions de dollars.
Le 10 janvier 2012, BESIX et Orascom Construction Industries (OCI), du groupe Orascom, commencent la réalisation, en association, de la phase III du Grand Musée égyptien. Les travaux ont débuté en février 2012 pour se terminer en juillet 2015. Cette phase comprend des galeries d’exposition, un centre de conservation ainsi qu’un centre commercial et des restaurants. Le contrat s’élève à US $810 million (+/- EUR 635 millions).
En mars 2014, le ministre de l'« Égypte Antique », Mohammed Ibrahim Ali, a confirmé la finalisation des travaux du nouveau musée dont l'inauguration est prévue pour août 2015. Le ministre espère ainsi remonter l'attrait touristique du pays, actuellement au plus bas. Le projet aura coûté cinq milliards de livres égyptiennes, sachant que le gouvernement japonais a financé une grande partie du projet sous forme de prêt devant être remboursé dans les dix ans suivant l’inauguration.
Du 4 au 9 septembre 2014, le Conseil international des Musées (ICOM) a rencontré Mohamed Sameh Amr, délégué permanent de l’Égypte auprès de l’UNESCO, Mamdouh Mohamed Gad el-Damaty, ministre des Antiquités de l’Égypte et Tarek Sayed Tawfik, directeur du GEM, pour offrir son assistance aux musées et aux professionnels des musées égyptiens. La directrice générale de l’ICOM, Anne-Catherine Robert-Hauglustaine a également confirmé la participation de l’ICOM dans l’organisation d’un colloque international portant sur le traitement des restes humains, qui se tiendrait au GEM, en 2015.
En juin 2017, seulement deux parties du musée sont achevées : le bâtiment administratif et celui qui protège les cinq réserves et les dix-sept laboratoires.
Un incendie se déclare au Grand Musée égyptien le 29 avril 2018. Aucune victime n'est à déplorer.

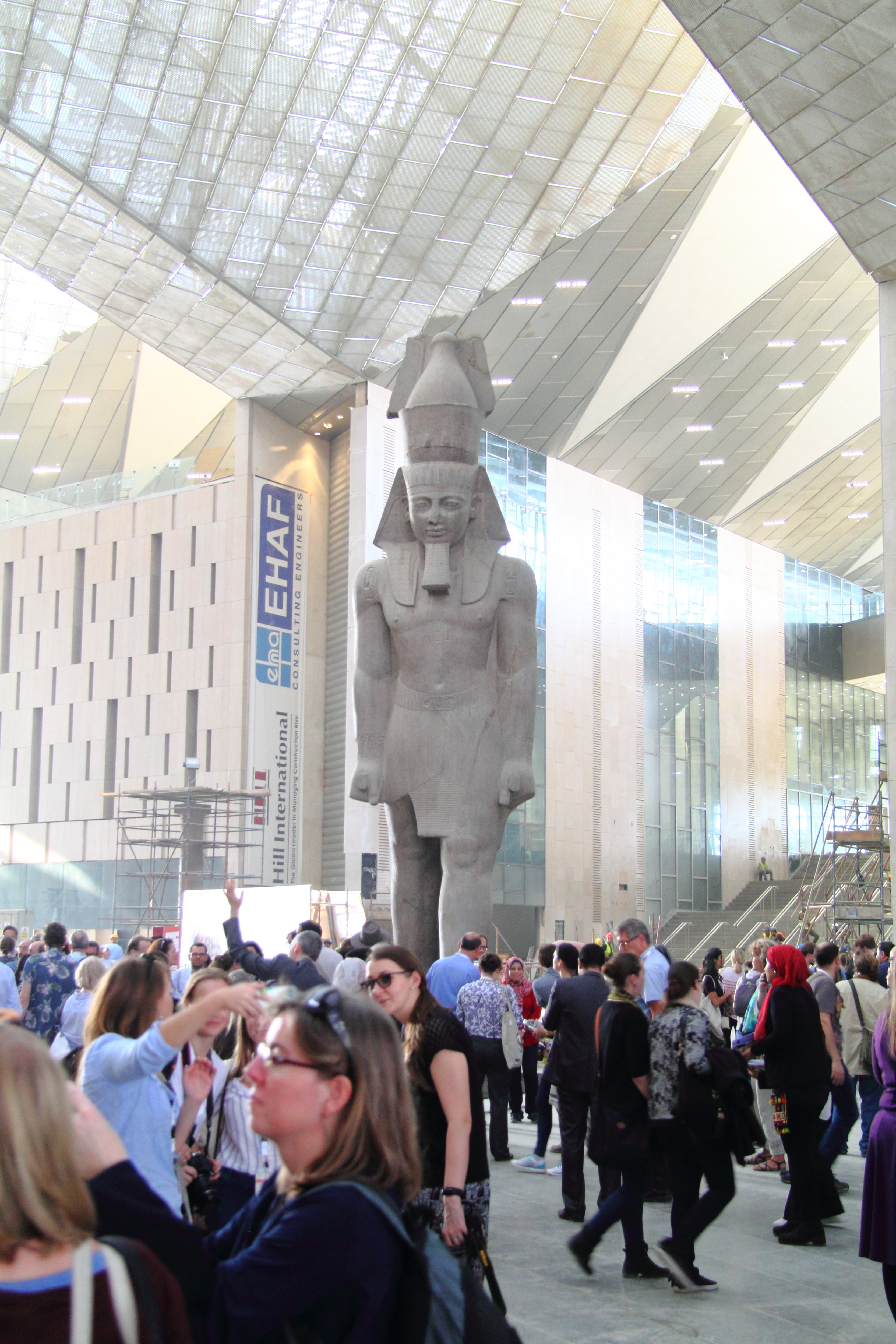
Le colosse de Ramsès II, à l'entrée du musée.

En novembre 2018, selon Tarek Tawfik, directeur du Grand Musée égyptien, l'ouverture complète est attendue pour 2020 puis reportée en 2021 à la suite de l'épidémie de Covid-19. Au total, le chantier du Grand Musée égyptien a duré vingt ans, autant que pour la grande pyramide de Khéops. Quelque 5 000 ouvriers ont travaillé à sa construction.
En 2021 on annonce son ouverture pour 2022. En 2022, on annonce son ouverture imminente puis pour 2023. À cet égard, des « pré visites » sont organisées pendant quelques jours au mois de mars et avril 2023 pour des journalistes. Seules quelques salles, dont l'immense hall d'accueil peuvent être visités.
Le 17 septembre 2023, le ministre égyptien du Tourisme et des Antiquités, Ahmed Eissa, a annoncé qu’il « prévoyait l’ouverture du Grand Musée égyptien (GEM) entre octobre et février (...) que des travaux sont en cours pour terminer le GEM, ainsi que la zone entourant le musée (et) qu’une fois les travaux terminés, le projet sera présenté au président Abdel Fattah al-Sissi pour fixer la date de l’ouverture officielle. », dans des déclarations à la presse.
Le 16 octobre 2024, l'accès du public à douze premières salles est effectué.
Le Grand Egyptian Museum (Gem) va ouvrir ses portes le 3 juillet 2025. Le futur musée du Caire sera le plus grand du monde consacré à une seule et même civilisation. La statue de Ramsès II dans le grand hall (11 mètres de hauteur pour un poids de 100 tonnes). La date officielle d'inauguration du Gem a enfin été annoncée,.

## Architecture et collections

### Le musée en chiffres
Ce Grand Musée égyptien a des dimensions hors normes qui en font l'un des plus grands musées du monde :
- Surface du terrain : 470 974 m2 (47 hectares)
- Surface des jardins :  12 hectares
- Surface du bâtiment principal et du centre de conférence : 133 282 m2 (13,3 hectares)
- Surface des bâtiments auxiliaires : 34 014 m2 (3,4 hectares)
- Surface des terrains extérieurs et des jardins : 303 678 m2 (30,3 hectares)
- Poids total de la structure : 1,5 million de tonnes
- Volume de béton utilisé : 320 000 mètres cubes
- Nombre d'œuvres qui seront exposées : 130 000
- Coût total : 1,1 milliard d'euros, soit deux fois le coût initialement prévu[22]

### Situation
Le musée est situé à moins de trois kilomètres des pyramides de Gizeh, sur le plateau du même nom, dans la périphérie du Caire ; afin de ne pas détruire l'harmonie du plateau, il est construit cinquante mètres en contrebas : ainsi, l'édifice est en pente et tout est fait pour ne pas cacher les pyramides en arrière-plan. Toute la difficulté a été d'enlever le sable présent sur le site et de rendre le terrain stable.
Le musée a la forme d'une flèche de cinq cents mètres de long orientée vers les pyramides ; les parois sont en albâtre avec des motifs triangulaires évoquant les pyramides ; en transparence, une animation lumineuse permet de faire changer leur couleur de jour comme de nuit. Le musée est conçu pour faire le lien entre le Nil, symbole de vie et de fertilité, et le plateau de Gizeh, lieu de résidence des défunts.

### Description et analyse

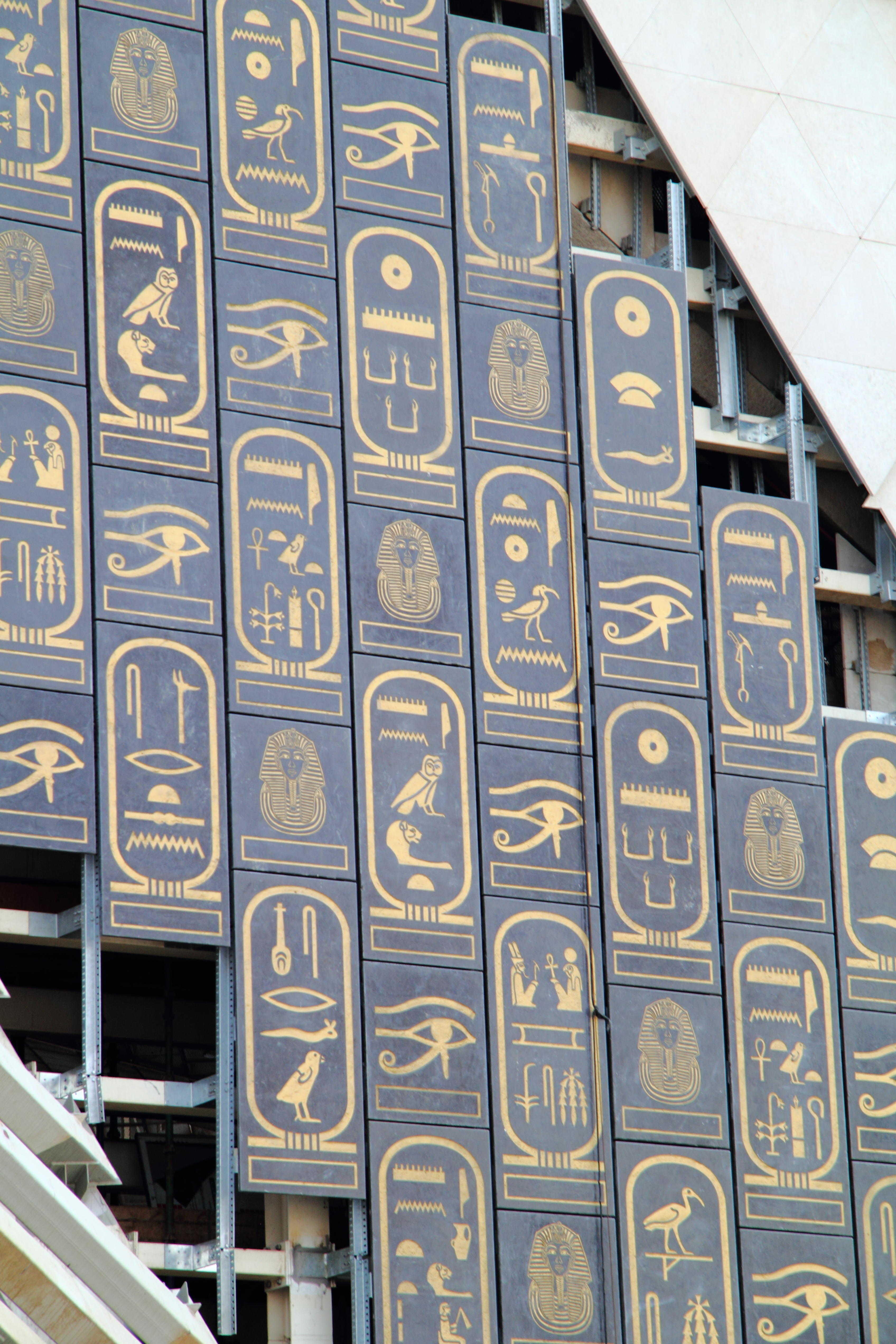
Cartouches des 25 pharaons.

Le musée a une forme de quadrilatère sans angle droit, sans lignes parallèles. La logique générale de l'architecture repose sur la figure du triangle, que l'on retrouve dans les pyramides.
Des jardins de 12 hectares sont agrémentés de plantes endémiques (palmiers, ...) ; des parkings sont aménagés à l'ouest et au nord du musée.
La façade principale mesure 40 mètres de hauteur pour une longueur de 800 mètres. Sur 400 000 mètres carrés, son revêtement est fait d'onyx, une pierre que l'on trouve en Égypte. Elle est translucide et laisse passer une lumière douce pendant la journée. Le toit de 10 000 mètres carrés est couvert de plaques posées sur des poutres en acier. La structure est faite pour résister aux tremblements de terre.
L'entrée principale, qui ouvre sur l'atrium, se compose d'un treillis de triangles emboités, procédé qui évoque les sarcophages des pharaons. Elle est également décorée de 25 cartouches mesurant chacun 120 X 60 cm. Ils représentent les noms de 25 pharaons.
Le grand escalier centra permet d'accéder aux différentes galeries. Il est aussi un lieu d'exposition de statues, placées dans l'ordre chronologique. Tout en haut du grand escalier, une grande baie vitrée permet au visiteur d'admirer les pyramides.

### Organisation intérieure du musée

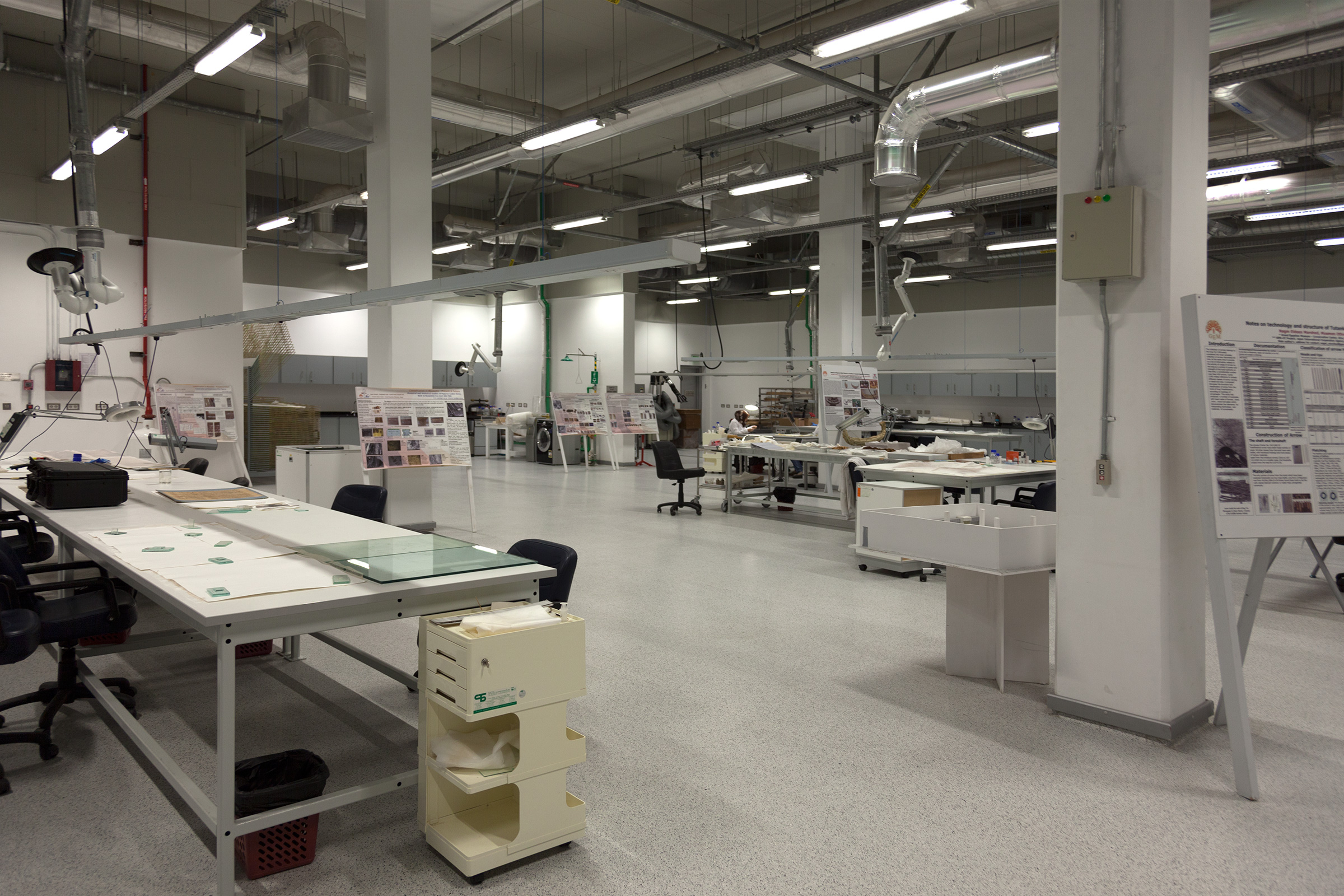
Laboratoire du centre de conservation du Grand Musée.

L'édifice, composé de trois étages, comporte un auditorium de mille places, un cinéma équipé en IMAX 3D, une médiathèque/bibliothèque, 28 boutiques, une caserne de pompier, des restaurants, un centre de recherche et un institut scientifique. Ces espaces sont conçus pour accueillir 10 000 visiteurs par jour, ou 6 millions par an, mais aussi la population égyptienne.
Les chercheurs disposent d'un centre de conservation ultramoderne, le plus grand du monde, équipé de 17 laboratoires dotés de matériel de pointe. Les bâtiments de la conservation, d'une superficie de 22 000 m2, sont reliés au musée par une galerie à trente mètres sous terre, avec une capacité de stockage de 100 000 objets divers, et a commencé à accueillir les objets dès 2010. Visités par les experts du monde entier, les laboratoires permettent à l'Égypte de restaurer sur place ses artefacts, et de ne plus dépendre de structures étrangères.

### Collections

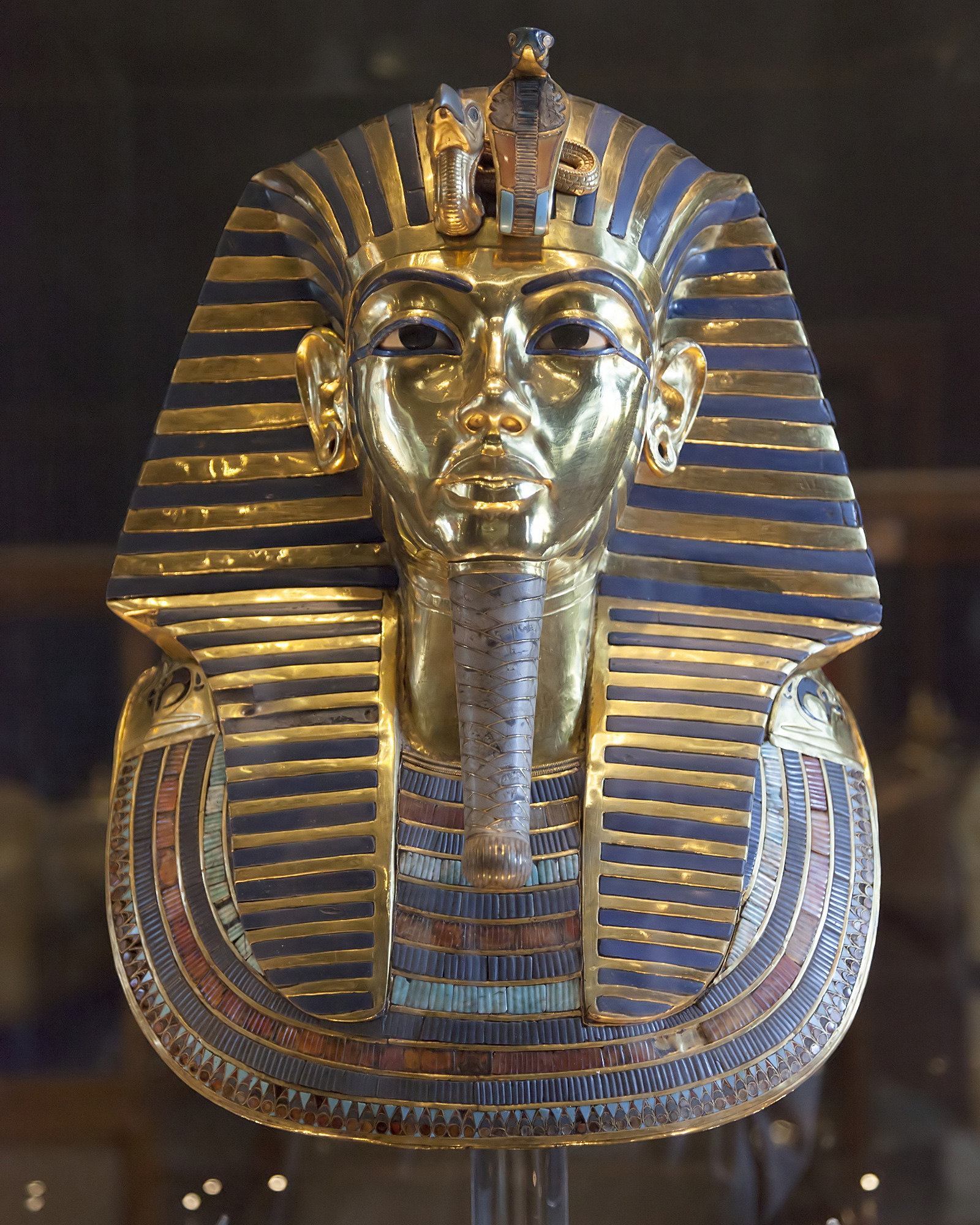
Masque funéraire de Toutânkhamon.

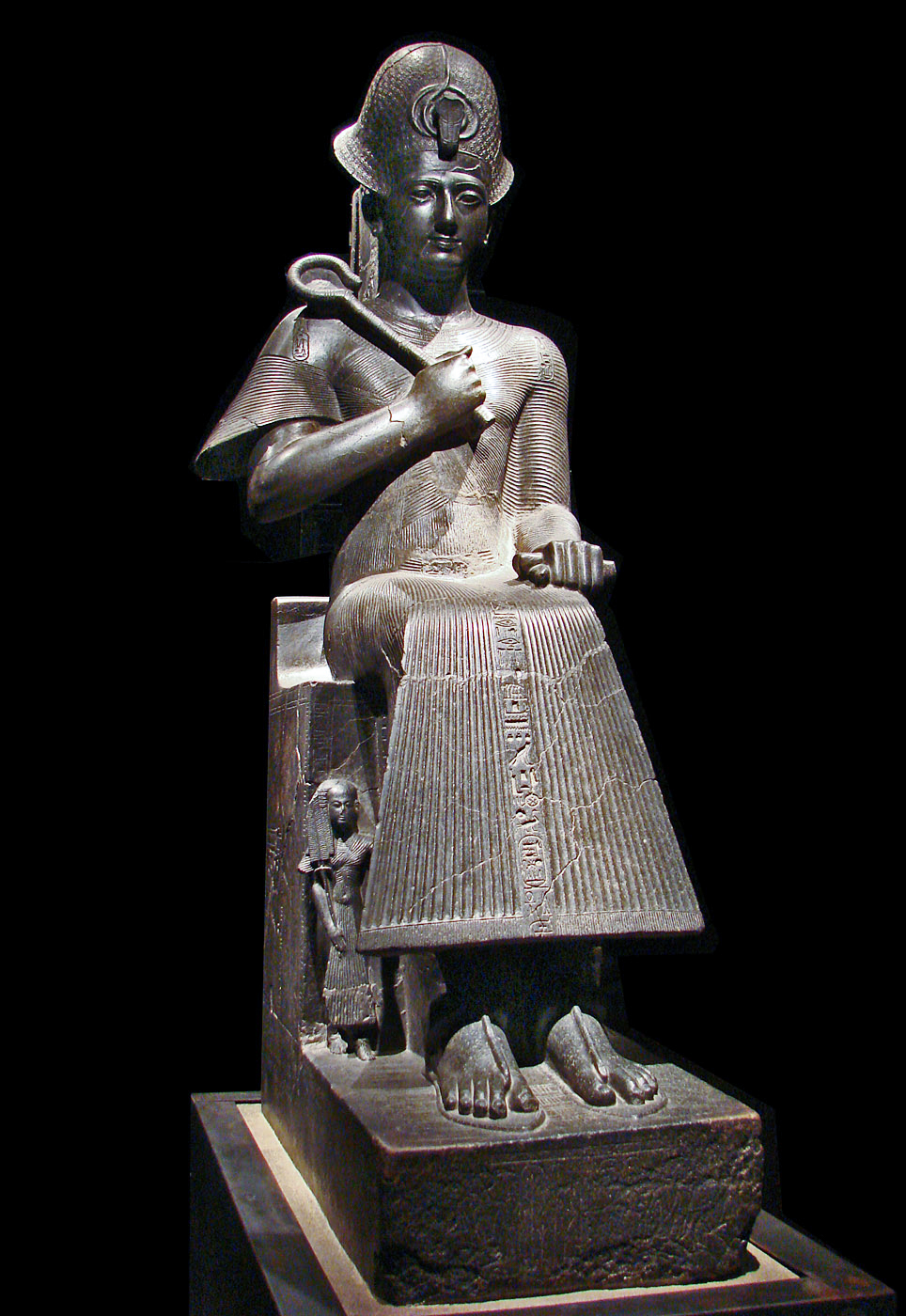
Statue de Ramsès II assis, coiffé du khépresh. La reine Néfertari à sa droite, un fils à sa gauche.

Pour résoudre le problème des antiquités entassées dans les dépôts, ce musée devrait comporter près de 130 000 pièces provenant de plusieurs musées, du musée égyptien, de son dépôt et des dépôts de différents sites archéologiques.
Ces objets seront présentés selon cinq thèmes : « Terre d'Égypte », « Parenté et monarchie », « L'Homme, la société et le travail », « Religion et culture », « Scribe et savoir ».
On pourra également y voir, à travers des effets visuels, les pièces égyptiennes les plus importantes qui se trouvent dans des musées étrangers, comme le buste de Néfertiti, actuellement à l'Ägyptisches Museum de Berlin, ou la pierre de Rosette qui se trouve au British Museum de Londres.
A priori, l'actuel musée de la place Tahrir sera consacré uniquement à l’historique de l’art égyptien et son évolution au fil des siècles, l’histoire de l’archéologie, et l’histoire du musée lui-même.

#### Tombeau de Toutânkhamon
Parmi les pièces les plus importantes qui seront exposées, il est prévu d’y transférer la totalité de la collection, unique au monde, du tombeau de Toutânkhamon, dont les éléments déménagés dès 2010 sont nettoyés, traités et étudiés par les conservateurs de ce nouveau musée. C'est la première fois que les 5500 pièces du trésor seront exposées entièrement au public sur une superficie de 7 000 mètres carrés et cinq salles. La pièce maîtresse du musée sera le masque funéraire de Toutânkhamon.
Il est également prévu que ce grand musée accueille les momies royales et le trésor découvert dans les tombes royales de Tanis.

#### Colosse de Ramsès II
Le colosse de Ramsès II, exposé depuis 1954 sur la place de la gare du Caire, a été transféré vers le Grand Musée le 25 août 2006, la nuit, pour éviter les embouteillages. Après des soins de nettoyage et de restauration (il a été exposé à la pollution urbaine pendant des années), il a été érigé en 2018 dans le hall d'entrée du musée. Comparable au gardien géant du musée, il mesure 11 mètres de hauteur pour un poids de 100 tonnes.